# Juma Bah
Abdulai Juma Bah (Freetown, 11 de abril de 2006) es un futbolista sierraleonés que juega como defensa para el O. G. C. Niza de la Ligue 1 cedido por el Manchester City F. C. de la Premier League. 

## Trayectoria
Es un jugador que comenzó jugando en la calle en los alrededores de Freetown, capital de Sierra Leona, formado en el Freetonians SLIFA Football Club hasta 2022, cuando firmó por el AIK Freetong de la Liga Premier de Sierra Leona, a la vez que ayudaba a su familia trabajando en una panadería en el mercado del barrio del Congo.
En agosto de 2024 firmó por el Real Valladolid Promesas de la Segunda Federación. El 21 de septiembre debutó con el primer equipo del Real Valladolid C. F. en la Primera División de España, en un encuentro frente a la Real Sociedad jugado en el Estadio José Zorrilla que acabó con empate a 0. Se convirtió en el primer sierraleonés en jugar en la élite española,[cita requerida] y su rendimiento en el equipo pucelano llamó la atención de los grandes equipos europeos.[cita requerida]
El 1 de enero de 2025 el Real Valladolid C. F. hizo efectiva la opción de compra, pero el 22 de enero Juma pagó su cláusula de rescisión de 6 000 000 € (tenía ficha juvenil) para fichar por el Manchester City F. C. de la Premier League.
El 27 de enero de 2025 fue presentado por el R. C. Lens de la Ligue 1 con el que jugaría cedido hasta el final de la temporada. La siguiente siguió compitiendo en Francia con el O. G. C. Niza.

## Selección nacional
En marzo de 2025 hizo su debut con la selección absoluta de Sierra Leona. Jugó los 90 minutos con el número 21 en la victoria por 3-1 contra Guinea-Bisáu en partido de clasificación para el Mundial 2026.

## Clubes
Actualizado al último partido disputado el 17 de mayo de 2025.
| Club                                    | País          | Año           | Partidos | Goles |
| --------------------------------------- | ------------- | ------------- | -------- | ----- |
| Freetonians SLIFA Football Club         | Sierra Leona  | 2022-2023     |          |       |
| AIK Freetong                            | Sierra Leona  | 2023-24       |          |       |
| Real Valladolid C. F. Promesas (cedido) | España        | 2024          | 1        | 0     |
| Real Valladolid C. F.                   | España        | 2024-25       | 13       | 0     |
| R. C. Lens (cedido)                     | Francia       | 2025          | 10       | 0     |
| O. G. C. Niza (cedido)                  | Francia       | 2025-act.     |          |       |
| Total carrera                           | Total carrera | Total carrera | 24       | 0     |